# Rolf Hey
Rudolf Albert Camillus Richard Hey (* 6. Dezember 1892 in Schöneberg; † 14. Oktober 1940 in Frankfurt am Main) war ein deutscher Rechtsmediziner und Hochschullehrer.

## Leben
Hey absolvierte nach der Reifeprüfung in Emmerich am Rhein ein Medizinstudium an den Universitäten Bonn und Königsberg. Bedingt durch die durchgehende Teilnahme am Ersten Weltkrieg und mehrfacher Kriegsverletzungen schloss er das Studium 1919 in Königsberg mit Staatsexamen ab und wurde approbiert. 1920 wurde er in Königsberg zum Dr. med. promoviert. Danach war er bis 1922 Assistent am Pathologischen Institut der Universität zu Köln und anschließend am Institut für gerichtliche Medizin bei Victor Müller-Heß. Hey bestand 1925 das Kreisarztexamen und habilitierte sich im Dezember 1925 für gerichtliche Medizin. Hey wurde 1927 auf den Lehrstuhl für gerichtliche Medizin der Universität Greifswald berufen und wechselte von dort Anfang Oktober 1934 als Nachfolger Gottfried Raestrups nach Frankfurt am Main, wo er bis zu seinem Tod ebenfalls den Lehrstuhl für Gerichtliche Medizin bekleidete. Hey trat zum 1. Mai 1933 der NSDAP bei (Mitgliedsnummer 2.147.060). Des Weiteren trat er 1933 der SA bei und gehörte dem Erbgesundheitsobergericht in Stettin an. Er publizierte zu gerichtsmedizinischen Themen, u. a. über den „Kampf gegen die Minderwertigkeit“ (1934). Zuletzt widmete er sich vom Reichsjustizministerium beauftragt der „Psychopathologie jugendlicher Autofallenräuber“.
Hey starb an Herzversagen. Er hatte drei Kinder, darunter der spätere Schriftsteller Richard Hey.

## Werke
- Über Pneumatosis cystoides intestini hominis. Vogel, 1920, Leipzig; zugleich Königsberg, Med. Diss., 1920